# Manuel Alcalá Anaya
Manuel Alcalá Anaya (Ciudad de México, 19 de noviembre de 1915 - Ciudad de México, 7 de octubre de 1999) fue un diplomático, escritor y académico mexicano.

## Semblanza biográfica
Realizó sus estudios en la Facultad de Filosofía y Letras de la Universidad Nacional Autónoma de México (UNAM), en donde obtuvo una maestría en 1944 y un doctorado en 1948. Hablaba español, francés, inglés, italiano, catalán y portugués, leía latín y provenzal, además de tener conocimientos de alemán, finlandés y griego. Ejerció la docencia en su alma mater de 1940 a 1964, llegando a ser miembro del Consejo Técnico de Humanidades. Impartió clases en la Escuela Nacional Preparatoria, en el Liceo Franco Mexicano, en El Colegio de México, en el Vassar College de Nueva York y en el Bryn Mawr College de Pensilvania. Asimismo, impartió cursos y seminarios en el Instituto Matías Romero de Estudios Diplomáticos, en la Universidad Nacional de Asunción de Paraguay, en el Middlebury College de Vermont, en la Case Western Reserve University de Cleveland y en la Universidad de las Américas.
Fue director de la Biblioteca Nacional de México de 1956 a 1965, durante su gestión restableció el Instituto Bibliográfico Mexicano y el Departamento Tiflológico con una biblioteca braille con servicios de lectura y cintoteca.
Fue embajador de la Misión Permanente de México ante la Unesco de 1965 a 1970. Fue embajador de México en Paraguay de 1971 a 1974. A su regreso a México se encargó de la Dirección General de Archivo, Biblioteca y Publicaciones de la Secretaría de Relaciones Exteriores. En 1978, fue nombrado embajador de México en  Finlandia, ejerció el cargo hasta 1983.
Ingresó a la Academia Mexicana de la Lengua el 30 de agosto de 1962, en donde ocupó la silla XVII. Se desempeñó como bibliotecario de 1962 a 1965, y como secretario perpetuo de 1983 a 1999.  En 1975, fue nombrado miembro correspondiente de la Academia Paraguaya de la Lengua Española, y en 1991, miembro correspondiente de la Academia Norteamericana de la Lengua Española. Murió el 7 de octubre de 1999 en su ciudad natal.

## Premios y distinciones
- Doctor honoris causa por la Universidad Nacional de Asunción (UNA) de Paraguay en 1974.

## Obras publicadas
Escribió prólogos e introducciones en las ediciones de La Odisea, Cartas de relación y Utopía. Entre sus obras se encuentran:
- Del virgilianismo a Garcilaso de la Vega, en 1946.
- César y Cortés, en 1950.
- El cervantismo de Alfonso Reyes, en 1964.
- Tras la huella de Cervantes